# Neysa McMein
Neysa Moran McMein, née le 24 janvier 1888 et morte le 12 mai 1949, est une illustratrice et portraitiste américaine. 

## Biographie
Marjorie McMein naît le 24 janvier 1888. Très jeune elle participe à des manifestations pour les droits des femmes. Après des études à l'École de l'Art Institute of Chicago et à la Art Students League of New York elle change de nom en Neysa McMein sur les conseils d'une numérologue. Puis elle commence sa carrière en tant qu'illustratrice et, pendant la Première Guerre mondiale, elle parcourt la France pour divertir les troupes avec Dorothy Parker et réalise des affiches pour soutenir l'effort de guerre. Elle est nommée sous-officier du Corps des marines des États-Unis pour sa contribution à l'effort de guerre. Dans les années 1920, elle fait partie de l'Algonquin Round Table.. En 1923 elle épouse John Baragwanath. De 1923 à 1938, elle réalise toutes les couvertures du magazine McCall's et en 1936, elle dessine le personnage de Betty Crocker pour donner une image à cette marque propriété de General Mills. En novembre 1942, elle dessine le comic strip Deathless Deer sur des scénarios d'Alicia Patterson. Elle meurt le 12 mai 1949.